# Coupe du Brésil de football 2021
Navigation
Édition précédente Édition suivante
La Coupe du Brésil de football 2021 est la 34e édition de la Coupe du Brésil de football.
La compétition a débuté le 9 mars 2021 et s'est terminée le 15 décembre 2021.

## Format
En cas d'égalité, une séance de tirs au but est organisé.
Le premier tour est composé de 80 participants, les 40 vainqueurs participent au deuxième tour, les 20 vainqueurs sont rejoints par 12 équipes de première division pour le troisième tour qui se dispute en match aller et retour. Les vainqueurs du troisième tour participent aux huitièmes de finale, jusqu'à la finale les matchs se déroulent en aller et retour.
Le vainqueur se qualifie pour la Copa Libertadores 2022. 

## Finales
| 12 décembre 2021 | Clube Atlético Mineiro                                   | 4 – 0   | Club Athletico Paranaense | Mineirão, Belo Horizonte |  |
|                  | Hulk 24e (pen.) · Keno (en) 35e · Eduardo Vargas 56e 69e | (2 - 0) |                           |                          |  |

| 15 décembre 2021 | Club Athletico Paranaense | 1 – 2   | Clube Atlético Mineiro   | Arena da Baixada, Curitiba |  |
|                  | Jáderson (en) 87e         | (0 - 1) | 25e Keno (en) · 75e Hulk |                            |  |

Le Clube Atlético Mineiro remporte sa deuxième Coupe du Brésil.